# Квасниця Юліан Григорович
Юліан Григорович Квасниця (нар. 31 березня 1960, Львів — 15 квітня 2023) — художник, скульптор. Член Спілки дизайнерів України від 2001 року. Член Національної спілки художників України від 2002 року.

## Біографія
Квасниця Юліан Григорович народився 31 березня 1960 у Львові. Навчався у Львівському інституті прикладного та декоративного мистецтва, який завершив у 1985 році. Педагоги з фаху — Карло Звіринський, Мирон Вендзилович, М. Курилич, Мирон Яців. Працював художником-проєктантом на художньо-виробничому комбінаті у Львові. З 1992 року викладає у Львівському коледжі декоративного і ужиткового мистецтва імені Івана Труша академічне ліплення.
Персональні виставки виставки відбулись у Кросно (2004), Жовкві (2005), Львові (2010).
Роботи
- 1979 — «Наймит» (тонований гіпс, 36×75×41)[1].
- 1994—1996 — композиція «Хресна дорога», що складається з 14 пластів (м. Сянік, Польща).
- 1996 — пам'ятник Тарасові Шевченку (у співавторстві — скульптори Мирон Амбіцький, Б. Фреїв, О. Католик, Б. Мисько; та архітектор — В. Бліщук; с. Сокільники).
- 1997 — пам'ятна таблиця до 160-річчя виходу альманаху «Русалка Дністровая» (м. Будапешт, Угорщина).
- 1998 — погруддя Андрея Шептицького (м. Стебник), оформлення інтер'єру ресторану «Міст» (с. Шегині).
- 2000 — фігура Матері Божої Покрови (м. Трускавець).
- 2002 — оформлення інтер'єру бару «Троянда» (м. Жовква).
- 2003 — художнє вирішення інтер'єру «Електронбанку», Оформлення інтер'єру бізнес-центру «Партнер» (обидва — м. Львів).
- 2007 — фігура Матері Божої Покрови (с. Лисиничі), композиція «Боротьба двох ангелів».
- 2008 — Хрест на честь 1020-ї річниці хрещення України-Руси (м. Київ).
- 2014 — меморіальна таблиця Герою Небесної сотні Андрієві Дигдаловичу, на фасаді школи в Сокільниках (співавторство — скульптори Ярослав Троцько та Андрій Садовий, художники-ковалі Ігор Паращук, Юрій Ших)[2].
- 2017 — меморіальні пам'ятні таблиці героям, які полягли у війні на сході України за свободу та незалежність нашої держави — Назарові Пеприку, Олегові Погончуку, Ростиславові Скруту та Романові Сокачу (с. Зимна Вода).[3].

Проєкти
- 2001 — проєкт пам'ятника Данилу Галицькому для м. Львова (робота здобула третю премію).
- 2011 — проєкт пам'ятника Роману Шухевичу для м. Львова.
- 2012 — проєкт пам'ятника подружжю Антоновичів для м. Долина.